# Aritranis nigripes
Aritranis nigripes là một loài tò vò trong họ Ichneumonidae.